# 那須塩原駅

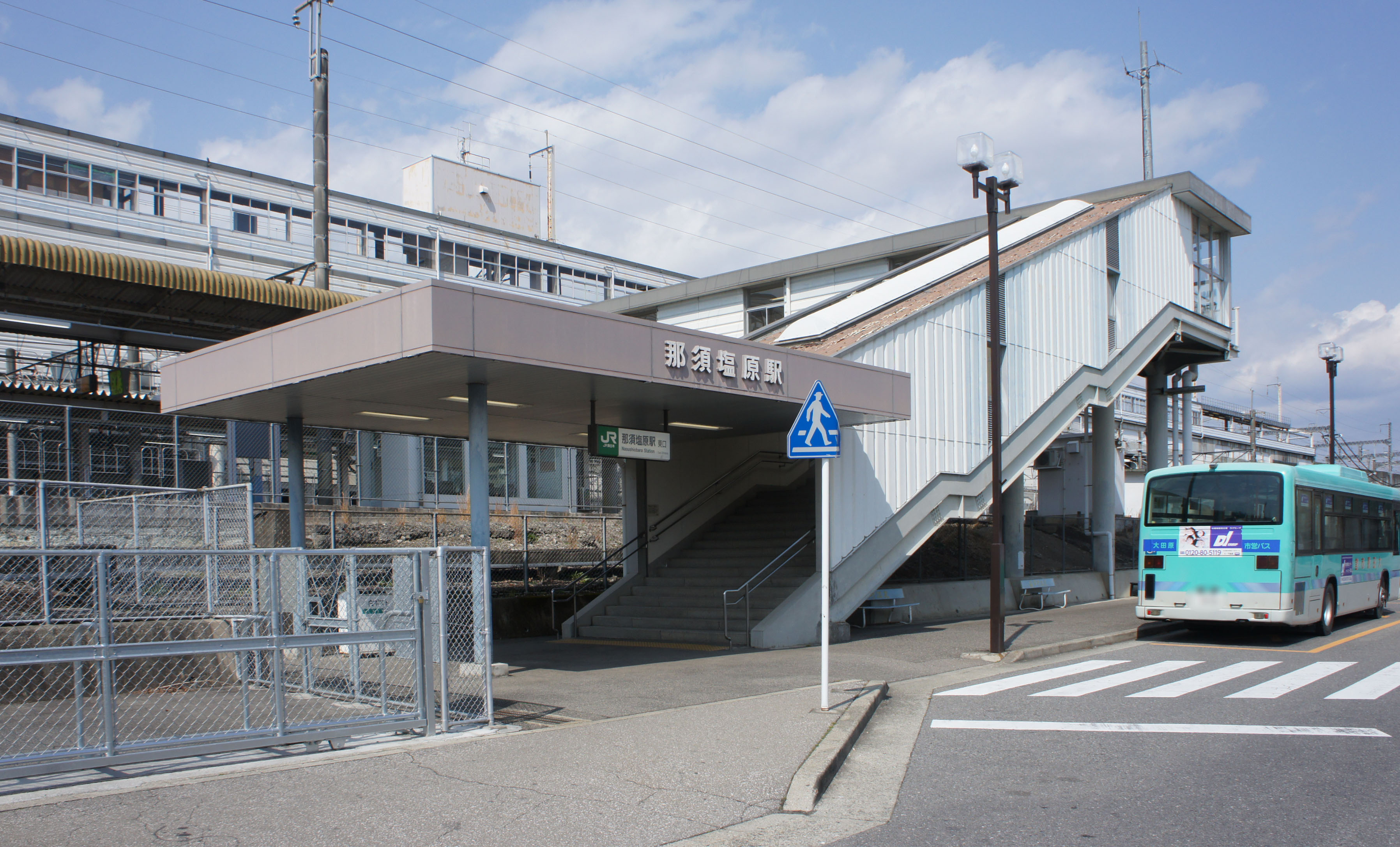
東口（2019年3月）

那須塩原駅（なすしおばらえき）は、栃木県那須塩原市大原間にある、東日本旅客鉄道（JR東日本）の駅である。
東北新幹線と、在来線の東北本線との接続駅となっている。東北本線は「宇都宮線」の愛称区間に含まれている。東北新幹線は「なすの」の一部が当駅を始発・終着としている。

## 歴史
かつては東那須野駅（ひがしなすのえき）と称し、塩原温泉郷の玄関駅である西那須野駅と、那須高原の玄関駅である黒磯駅という二つの特急停車駅に挟まれた、急行も停まらない小駅であった。東北新幹線の開業に際して新幹線停車駅に出世した。
東北新幹線の建設計画の仮称では新那須駅とされていたが、開業近くになり「塩原」という文字を入れてほしいという動きが出て騒動に発展した。栃木県選出の国会議員のうち渡辺美智雄は「那須・塩原」、森山欽司は「那須」、広瀬秀吉は「那須野」を支持していた。1981年（昭和56年）10月知事定例記者会見にて船田譲知事が収拾案として「那須塩原」を発表し11月10日に県の統一案として「那須塩原」を国鉄東京北管理局に提出したが、黒磯市や市議会、観光協会は知事が国鉄に提出した前後にも「那須」とするよう陳情を続けた。当時の東京北鉄道管理局長であった山之内秀一郎が、1982年（昭和57年）1月20日に最終的に「那須」と「塩原」を合わせた那須塩原駅に決めたが、山之内が口頭で最高幹部に辞意を伝えざるを得ないほど後にしこりが残ったという。当初のローマ字表記は「Nasu-Shiobara」であった。
それから四半世紀後の2005年（平成17年）1月1日には、黒磯市と西那須野町、塩原町は合併して那須塩原市となったが、新市名の選定理由の一つとして、新幹線の駅名となっている名称であることが挙げられているように、この駅名は地名へと反映されることとなった。その後駅名標が更新された際、ローマ字表記は「Nasushiobara」となった。
新幹線開通以降は、黒磯駅や西那須野駅に代わり、皇族が那須御用邸に向かう際の最寄駅として利用されている。

### 年表
- 1898年（明治31年）11月28日：日本鉄道の東那須野駅（ひがしなすのえき）として開業[5]。
- 1906年（明治39年）11月1日：鉄道国有法により、国有化[5]。
- 1909年（明治42年）10月12日：線路名称の制定により、東北本線の所属となる。
- 1963年（昭和38年）9月10日：貨物の取り扱いを廃止[5]。
- 1982年（昭和57年）
  - 1月：現駅舎に改築。
  - 6月23日：東北新幹線が開業[6][7]。那須塩原駅に改称[6][5]。みどりの窓口を設置[6]。
  - 7月14日：東北新幹線によるお召し列車の初運転。大宮駅 - 那須塩原駅間で昭和天皇、香淳皇后が乗車[8]。
- 1984年（昭和59年）2月1日：荷物の扱いを廃止[5]。
- 1987年（昭和62年）4月1日：国鉄分割民営化により、東日本旅客鉄道の駅となる[5]。
- 1999年（平成11年）3月3日：新幹線改札口に自動改札機を設置[9]。
- 2004年（平成16年）10月16日：東京近郊区間拡大により、東京近郊区間内の駅となる。また、ICカード「Suica」の利用が可能となる[報道 1]。東北新幹線でSuica FREX定期券およびSuica FREXパル定期券の利用が可能となる（東京方面のみ）[報道 1]。
- 2017年度（平成29年度）：駅構内やコンコースがリニューアル[報道 2]。
- 2018年（平成30年）
  - 4月1日：宇都宮方面でタッチでGo!新幹線のサービスを開始[報道 3][報道 4]。
  - 11月28日：開業120周年記念特別企画を実施[報道 5]。
- 2020年（令和2年）
  - 2月16日：東口のエレベーターの設置工事が完了。翌2月17日から供用開始。
  - 3月14日：新幹線eチケットサービス開始[報道 6]。
- 2021年（令和3年）3月13日：新白河方面でタッチでGo!新幹線のサービスを開始[報道 7]。
- 2022年（令和4年）3月12日：ダイヤ改正により、宇都宮駅 - 黒磯駅間の電車がE131系でのワンマン運転に統一され、グリーン車の営業（乗り入れ）が終了[報道 8]。

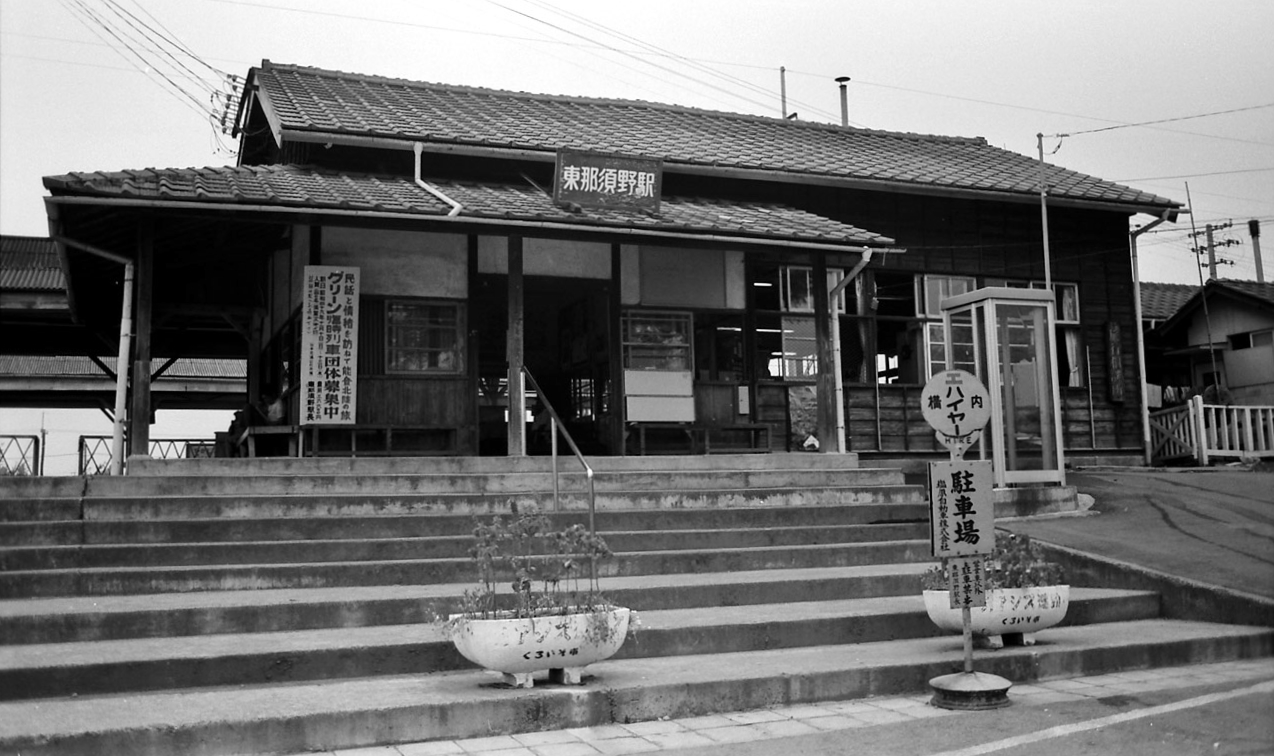
1970年代の東那須野駅

## 駅構造
新幹線は2面3線のホームと通過線2線を持つ高架駅、在来線は2面3線のホームを持つ地上駅である（6番線は欠番）。みどりの窓口、近距離自動券売機、指定席券売機、VIEW ALTTE（改札外）が設置されている。NewDaysなどの売店は全て改札外にある。在来線・新幹線ともにSuica自動改札機が設置されている。新幹線専用の改札口に加え、在来線構内から新幹線構内への乗り換え改札も設置されている。西口側には、皇室専用出入口があり、内部には皇室専用応接室が設置されている。
2017年度（平成29年度）には、コンコース、在来線旅客トイレ、観光案内所、改札外待合室、新幹線改札内待合室、みどりの窓口の改良、および新幹線改札口の移設といったリニューアルが行われた。
宇都宮営業統括センター管理で副所長兼駅長配置の直営駅である。また、管理駅として、氏家駅 - 西那須野駅間の各駅を管理する。

### のりば
| 番線              | 路線                | 方向 | 行先                       | 備考            |
| ----------------- | ------------------- | ---- | -------------------------- | --------------- |
| 新幹線 高架ホーム |                     |      |                            |                 |
| 1・2              | 東北新幹線          | 下り | 郡山・仙台方面             |                 |
| 1・2              | 東北新幹線          | 上り | 大宮・上野・東京方面       | 始発の一部      |
| 5                 | 東北新幹線          | 上り | 大宮・上野・東京方面       |                 |
| 在来線 地上ホーム |                     |      |                            |                 |
| 7・8              | ■宇都宮線（東北線） | 下り | 黒磯・白河・郡山・福島方面 | 8番線は一部列車 |
| 8・9              | ■宇都宮線（東北線） | 上り | 宇都宮・大宮・東京方面     | 8番線は一部列車 |

付記事項
- 現地の案内標では、新幹線は上下とも「東北・山形・秋田新幹線」と表記されているが、2022年（令和4年）4月時点で山形新幹線ならびに秋田新幹線の定期列車は当駅に停車しない。
- 新幹線仙台方面への列車は主に2番線を使用し、1番線は主に東京方面への折り返しで使われる。
- 新幹線の定期列車は「なすの」のほぼ全列車（早朝の小山始発の上り1本を除く）と一部の「やまびこ」（仙台発着で各駅停車または白石蔵王のみ通過するタイプの列車及び盛岡始発で各駅に停車する上り1本）が停車する。「はやぶさ」は全列車が通過する。
- 在来線ホームは7番線が下り本線、9番線が上り本線である。8番線は上下共用の待避線であり、2018年（平成30年）3月時点で定期旅客列車は下り1本のみ使用する。6番線はホームのない下り副線であり、旅客案内では欠番となっている。
- 2004年（平成16年）3月13日のダイヤ改正以降、湘南新宿ラインの列車は当駅に乗り入れなくなった。2022年（令和4年）3月11日をもって、上野駅方面（上野東京ライン）の列車も当駅への乗り入れを終了し、当駅と東京都心を直通する普通列車は全廃された。

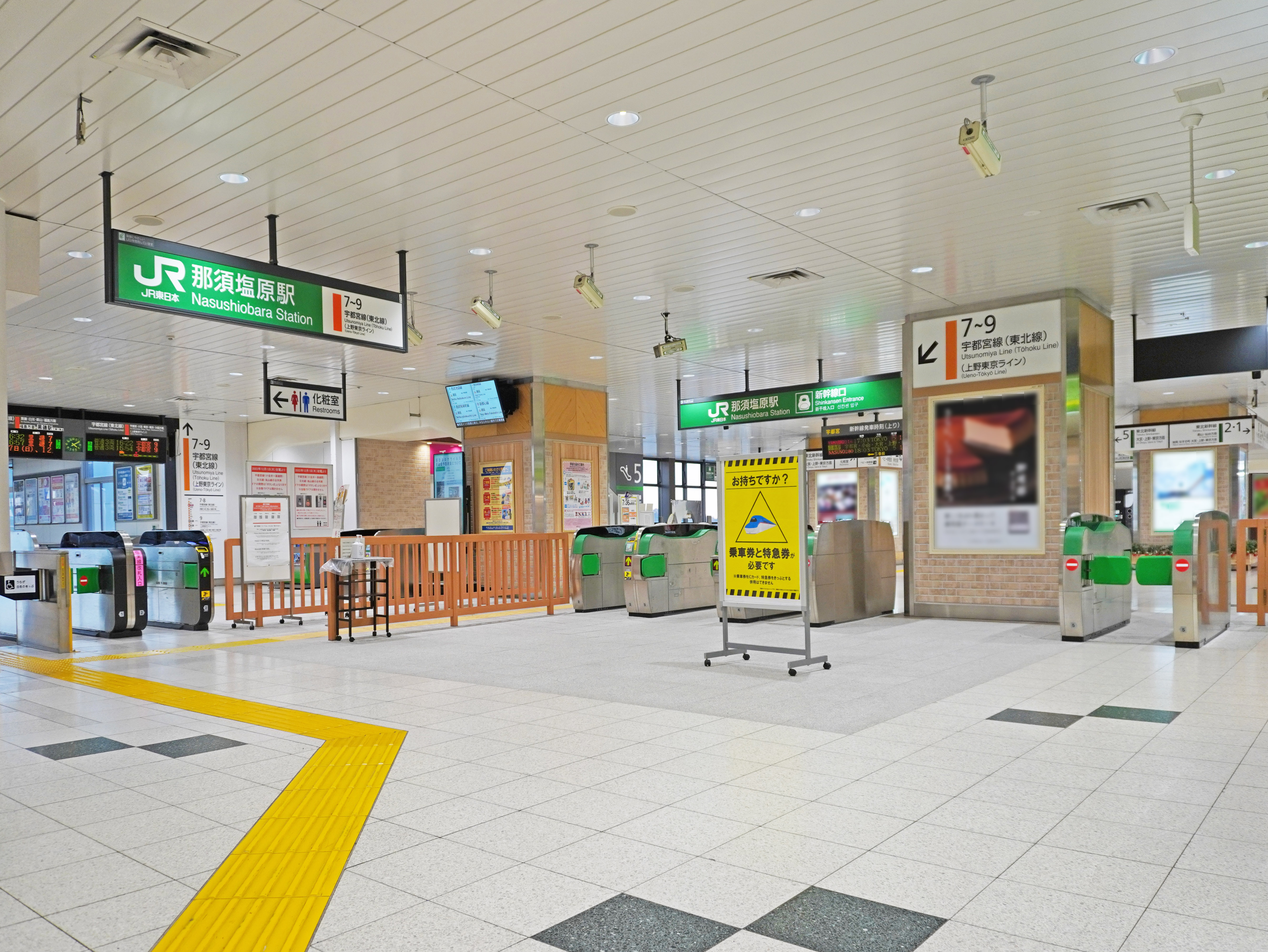
改札口 左側が在来線、右側が新幹線（2022年11月）
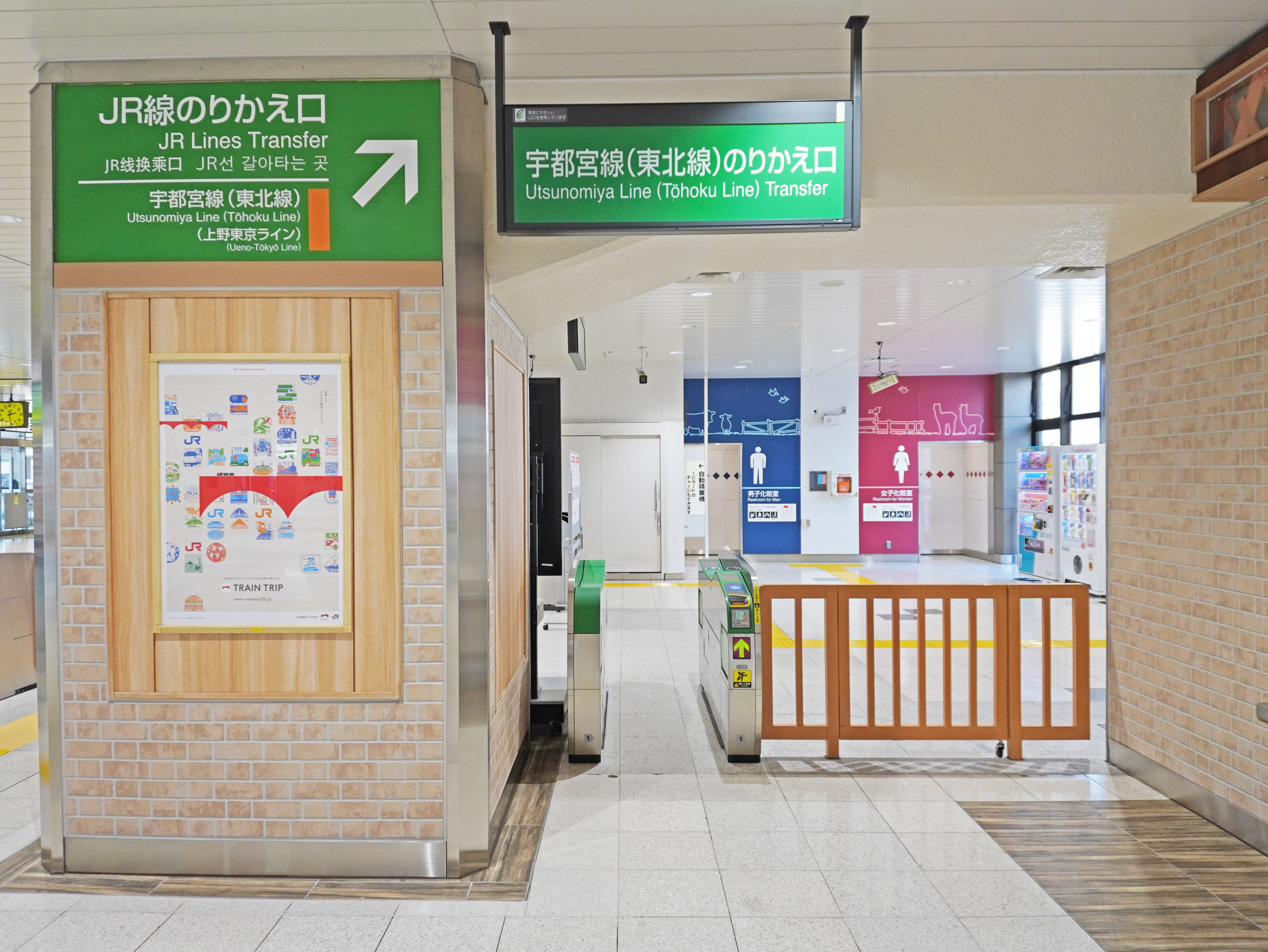
のりかえ口（2022年12月）
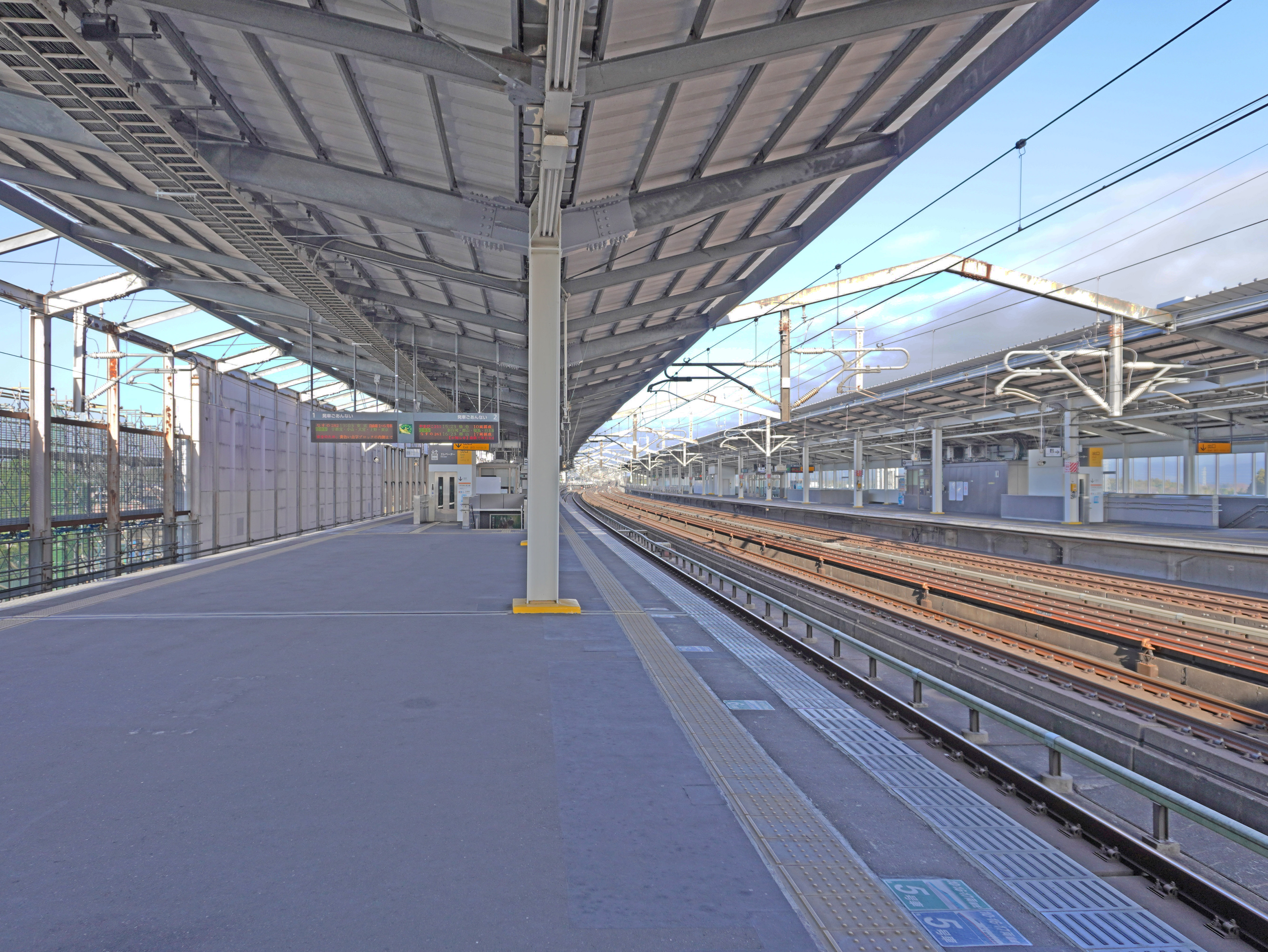
新幹線ホーム（2022年12月）
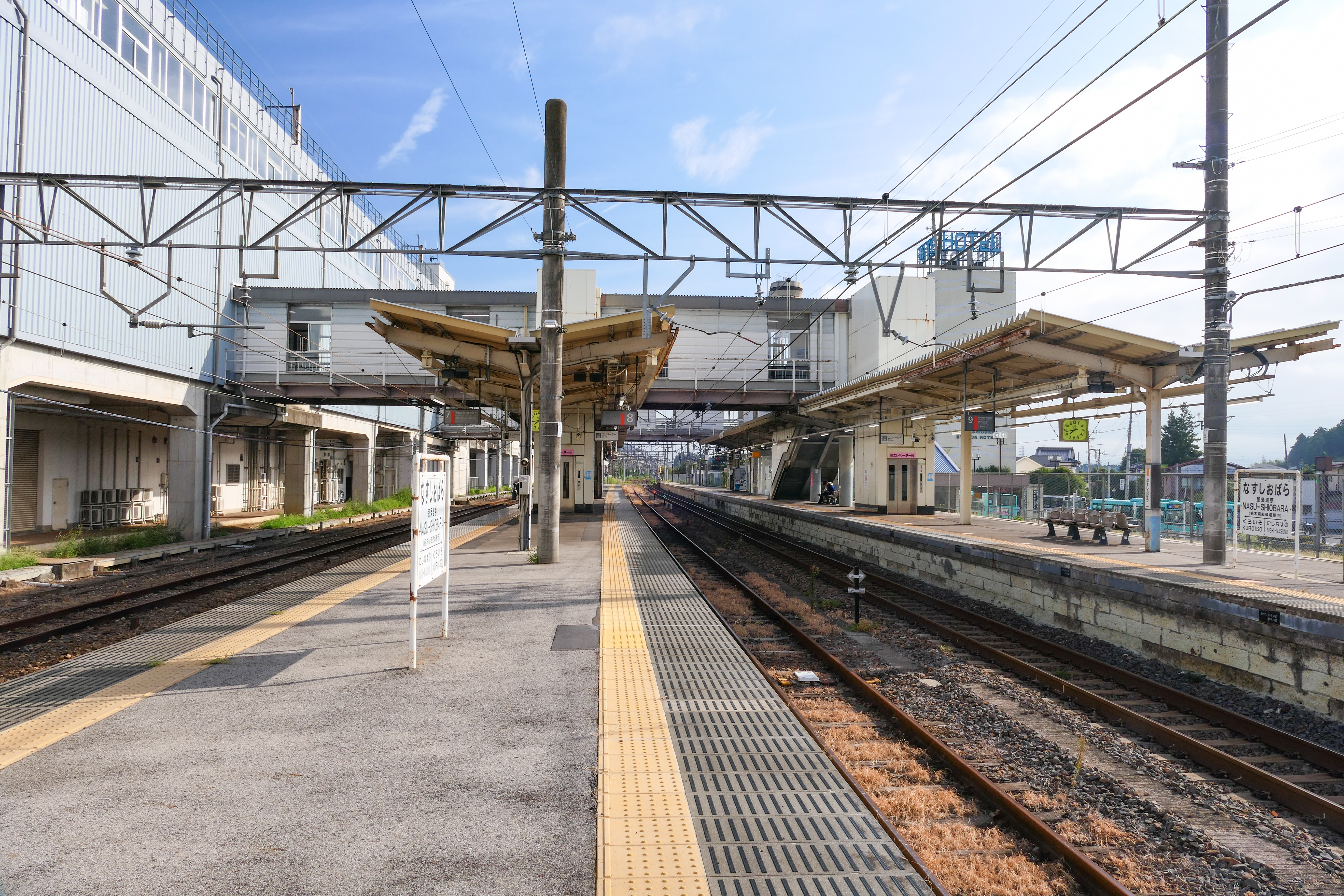
在来線ホーム（2023年9月）

## 利用状況
JR東日本によると、2023年度（令和5年度）の1日平均乗車人員は4,863人である。また、同年度の新幹線の1日平均乗車人員は3,094人である。
2000年度（平成12年度）以降の推移は以下のとおりである。
| 1日平均乗車人員推移 | 1日平均乗車人員推移 | 1日平均乗車人員推移 | 1日平均乗車人員推移 | 1日平均乗車人員推移 | 1日平均乗車人員推移 | 1日平均乗車人員推移 | 1日平均乗車人員推移 | 1日平均乗車人員推移           |
| 年度                | 計                  | 計                  | 計                  | 新幹線              | 新幹線              | 新幹線              | 新幹線              | 出典                          |
| 年度                | 定期外              | 定期                | 合計                | 定期外              | 定期                | 合計                | 前年度比            | 出典                          |
| ------------------- | ------------------- | ------------------- | ------------------- | ------------------- | ------------------- | ------------------- | ------------------- | ----------------------------- |
| 2000年（平成12年）  |                     |                     | 4,669               | 非公表              | 非公表              | 非公表              | 非公表              | [ 利用客数 2 ]                |
| 2001年（平成13年）  |                     |                     | 4,740               | 非公表              | 非公表              | 非公表              | 非公表              | [ 利用客数 3 ]                |
| 2002年（平成14年）  |                     |                     | 4,767               | 非公表              | 非公表              | 非公表              | 非公表              | [ 利用客数 4 ]                |
| 2003年（平成15年）  |                     |                     | 4,802               | 非公表              | 非公表              | 非公表              | 非公表              | [ 利用客数 5 ]                |
| 2004年（平成16年）  |                     |                     | 4,923               | 非公表              | 非公表              | 非公表              | 非公表              | [ 利用客数 6 ]                |
| 2005年（平成17年）  |                     |                     | 4,937               | 非公表              | 非公表              | 非公表              | 非公表              | [ 利用客数 7 ]                |
| 2006年（平成18年）  |                     |                     | 4,919               | 非公表              | 非公表              | 非公表              | 非公表              | [ 利用客数 8 ]                |
| 2007年（平成19年）  |                     |                     | 4,965               | 非公表              | 非公表              | 非公表              | 非公表              | [ 利用客数 9 ]                |
| 2008年（平成20年）  |                     |                     | 4,906               | 非公表              | 非公表              | 非公表              | 非公表              | [ 利用客数 10 ]               |
| 2009年（平成21年）  |                     |                     | 4,650               | 非公表              | 非公表              | 非公表              | 非公表              | [ 利用客数 11 ]               |
| 2010年（平成22年）  |                     |                     | 4,734               | 非公表              | 非公表              | 非公表              | 非公表              | [ 利用客数 12 ]               |
| 2011年（平成23年）  |                     |                     | 4,586               | 非公表              | 非公表              | 非公表              | 非公表              | [ 利用客数 13 ]               |
| 2012年（平成24年）  | 2,712               | 2,231               | 4,943               | 2,181               | 1,030               | 3,212               |                     | [ 利用客数 14 ] [ 新幹線 2 ]  |
| 2013年（平成25年）  | 2,840               | 2,256               | 5,097               | 2,276               | 1,021               | 3,297               |                     | [ 利用客数 15 ] [ 新幹線 3 ]  |
| 2014年（平成26年）  | 2,812               | 2,257               | 5,069               | 2,244               | 1,001               | 3,245               |                     | [ 利用客数 16 ] [ 新幹線 4 ]  |
| 2015年（平成27年）  | 2,846               | 2,316               | 5,162               | 2,266               | 1,034               | 3,300               |                     | [ 利用客数 17 ] [ 新幹線 5 ]  |
| 2016年（平成28年）  | 2,865               | 2,323               | 5,188               | 2,282               | 1,057               | 3,340               |                     | [ 利用客数 18 ] [ 新幹線 6 ]  |
| 2017年（平成29年）  | 2,912               | 2,313               | 5,226               | 2,315               | 1,059               | 3,375               |                     | [ 利用客数 19 ] [ 新幹線 7 ]  |
| 2018年（平成30年）  | 3,003               | 2,327               | 5,331               | 2,368               | 1,076               | 3,445               |                     | [ 利用客数 20 ] [ 新幹線 8 ]  |
| 2019年（令和元年）  | 2,898               | 2,393               | 5,291               | 2,275               | 1,095               | 3,371               |                     | [ 利用客数 21 ] [ 新幹線 9 ]  |
| 2020年（令和02年）  | 1,303               | 1,862               | 3,166               | 969                 | 849                 | 1,819               | −46.0%              | [ 利用客数 22 ] [ 新幹線 10 ] |
| 2021年（令和03年）  | 1,700               | 1,976               | 3,676               | 1,292               | 810                 | 2,102               | 15.6%               | [ 利用客数 23 ] [ 新幹線 11 ] |
| 2022年（令和04年）  | 2,358               | 2,036               | 4,394               | 1,831               | 869                 | 2,701               | 28.5%               | [ 利用客数 24 ] [ 新幹線 12 ] |
| 2023年（令和05年）  | 2,806               | 2,057               | 4,863               | 2,203               | 890                 | 3,094               | 114.9%              | [ 利用客数 1 ] [ 新幹線 1 ]   |

## 駅周辺
当駅周辺は日本最大級の扇状地、那須野が原のほぼ中央に位置し、西那須野駅との区間の間には扇状地特有の水無川である蛇尾川（さびがわ）が流れている。駅近辺にも蛇尾川支流の水無川熊川がある。駅北側には新幹線の留置線がある。
- 那須塩原警察署那須塩原駅前交番
- 国道4号（陸羽街道、黒磯バイパス）
- 栃木県道53号大田原高林線
- 栃木県道55号西那須野那須線
- 栃木県道113号那須塩原停車場線
- 栃木県道182号東小屋黒羽線
- 栃木県道303号黒磯高久線
- 地方競馬教養センター
- 東那須野郵便局
- 那須塩原ステーションホテル
- 東那須野公園
- ブリヂストン栃木工場
- ザ・ビッグ エクストラ那須塩原店（旧・イオンスーパーセンター那須塩原店）

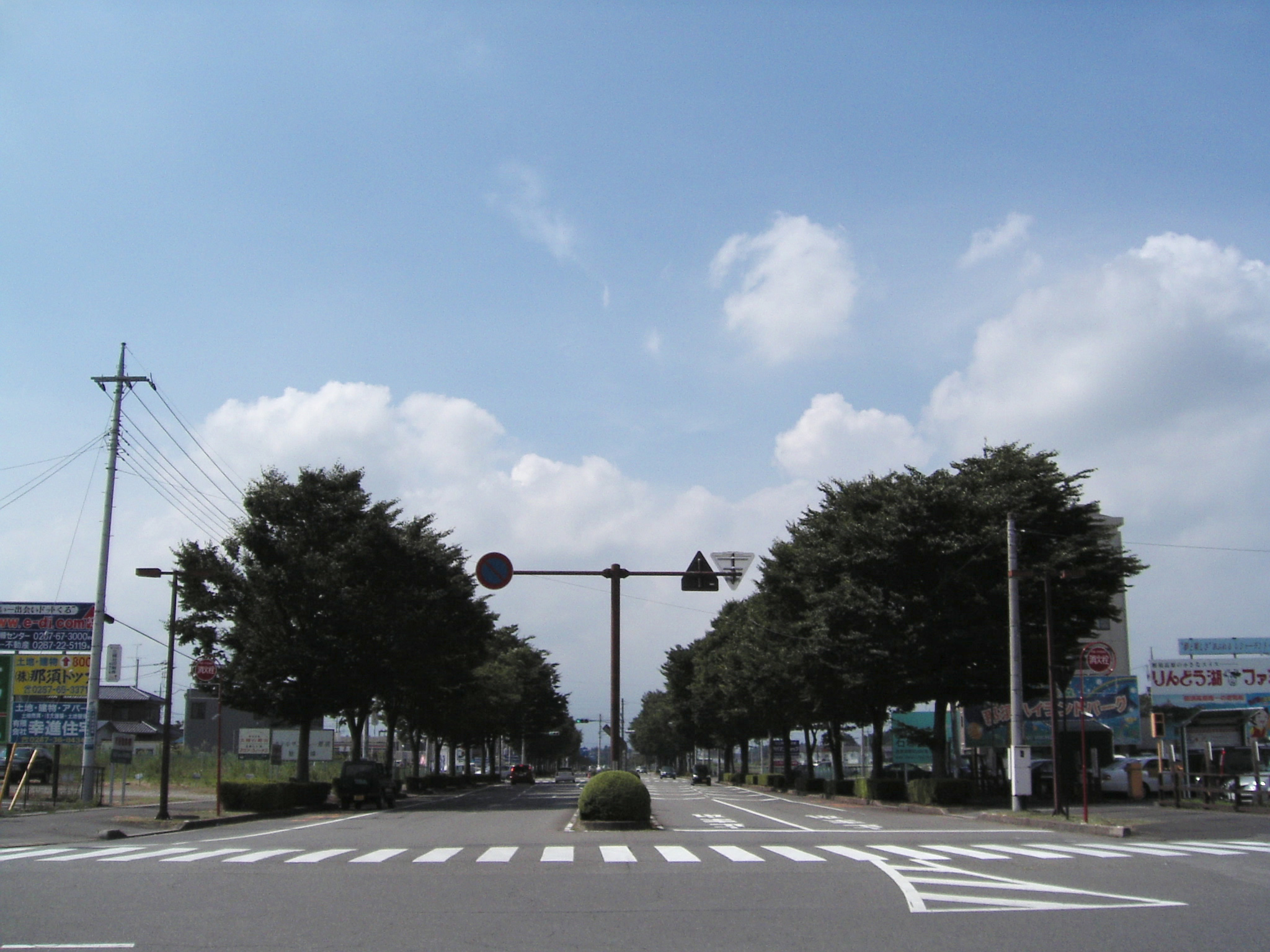
駅前から続く大通り（栃木県道53号大田原高林線）
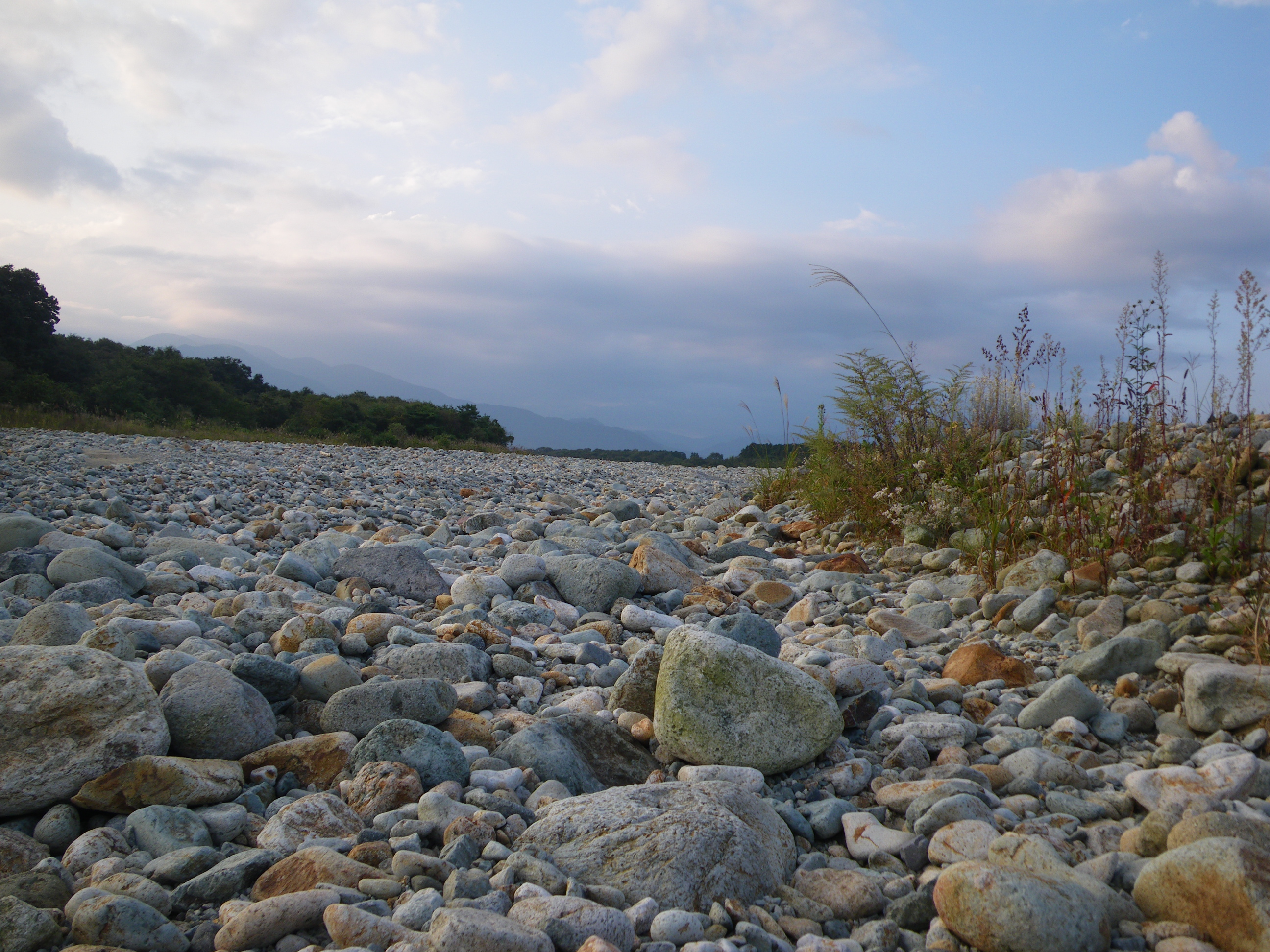
蛇尾川
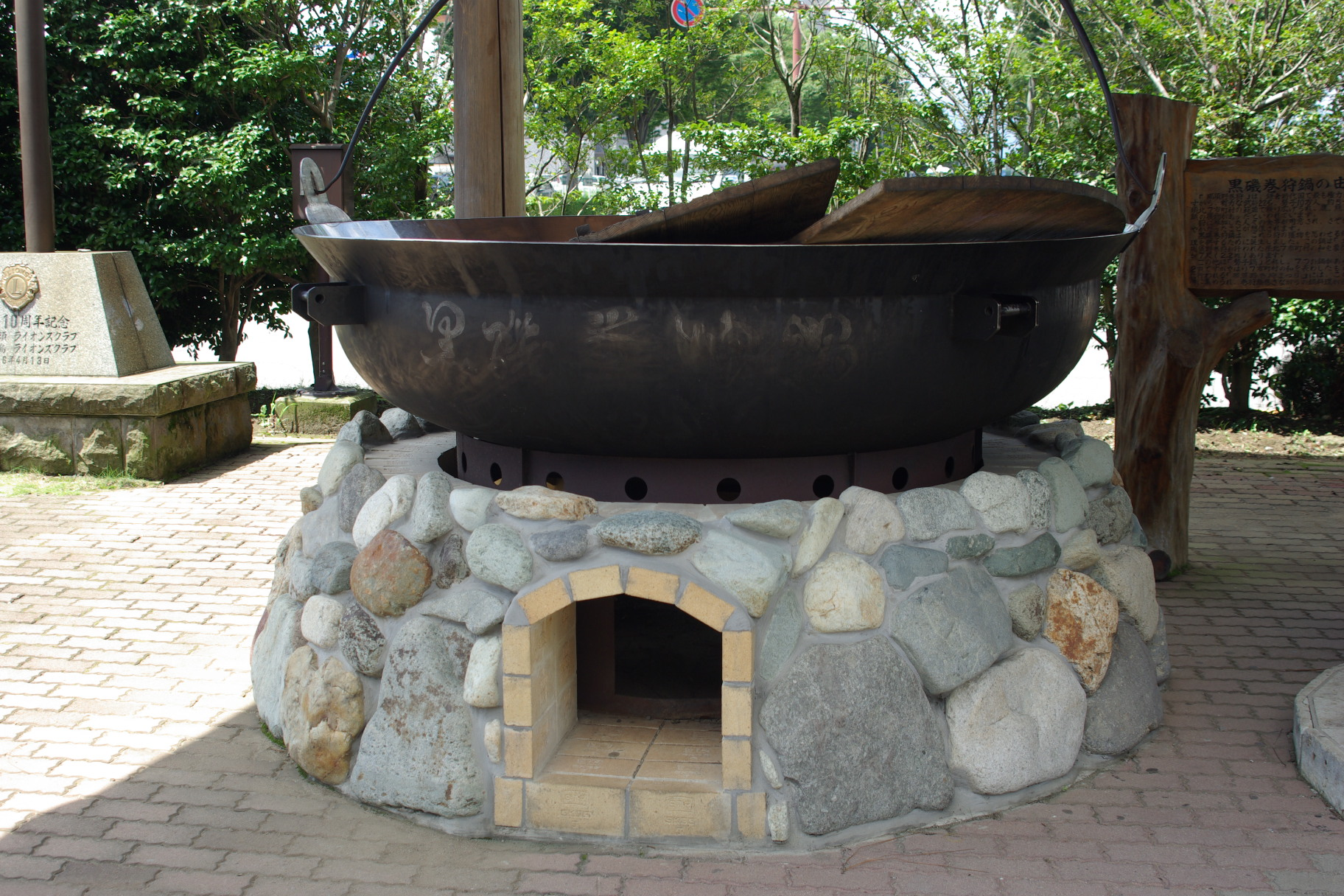
駅前にある鍋。オブジェではなく、祭事には調理に用いられる[11]。

## バス路線
| 運行事業者                      | 路線・行先 | 備考                                                                            |
| 那須塩原駅西口                  | 那須塩原駅西口 | 那須塩原駅西口                                                                  |
| ------------------------------- | --- | ------------------------------------------------------------------------------- |
| JRバス関東 （西那須野支店）     | 塩原線：塩原温泉バスターミナル |                                                                                 |
| 関東自動車 （那須塩原営業所）   | - 那須線：那須湯本温泉方面／那須ロープウェイ方面 - 板室線：板室温泉方面／那須ハイランドパーク方面                                                              | - 「那須線」の冬期間は大丸温泉止まり - 「板室線」は休校日のみ運行、冬期間は運休 |
| 那須塩原市地域バス （ゆーバス） | - 黒磯線：黒磯駅西口・那須脳神経外科病院方面 - 西那須野線：西那須野駅西口方面                                                                                  |                                                                                 |
| - 関東自動車 - 茨城交通         | 奥久慈おでかけ快速バス：旧上岡小学校前・常陸大子駅前方面 | 運行日限定。また、実証実験運行                                                  |
| 那須塩原駅東口                  | |                                                                                 |
| 大田原市営バス                  | - 雲巌寺線：雲巌寺前方面／黒羽方面 - 金丸線：道の駅那須与一の郷方面 - 那須塩原駅線：道の駅那須与一の郷方面（循環便含む）／国際医療福祉大学方面／那須赤十字病院 |                                                                                 |

付記事項
- 2021年（令和3年）3月21日から、栃木県内の関東自動車とJRバス関東の一般路線バスで地域連携ICカード「totra（トトラ）」が導入された。Suicaと相互利用可能な全国の交通系ICカードでも運賃の支払いが可能となった。ただし、那須塩原市地域バス「ゆーバス」のJRバス関東が運行する便であっても交通系ICカードの利用はできない。

## その他
- Suica定期券による新幹線乗車サービスは首都圏エリアでは当駅が北限である[注 5]。
- 事務管理コードは▲411021[16]を使用している。

## 隣の駅
東日本旅客鉄道（JR東日本）
 東北新幹線
宇都宮駅 - 那須塩原駅 - 新白河駅
■宇都宮線
西那須野駅 - 那須塩原駅 - 黒磯駅

### 記事本文